# Artemó d'Esparta
Artemó d'Esparta (en llatí Artemon, en grec antic Ἀρτέμων) fou un espartà que va construir els aparells militars que Pèricles va utilitzar a la guerra contra Samos el 441 aC, segons Plutarc i Diodor de Sicília.
Plini el Vell diu que Policlet li va esculpir una estàtua que va ser molt celebrada en la seva època. Alguns autors l'han confós amb Artemó de Clazòmenes.